# Џуел Џанкшон (Ајова)
Џуел Џанкшон (енгл. Jewell Junction) град је у америчкој савезној држави Ајова. По попису становништва из 2010. у њему је живело 1.215 становника.

## Демографија
Према попису становништва из 2010. у граду је живело 1.215 становника, што је -24 (-1.9%) становника више него 2000. године.
| Група             | 2000.         | 2010.         |
| Белци             | 1.187 (95,8%) | 1.137 (93,6%) |
| Афроамериканци    | 1 (0,1%)      | 1 (0,1%)      |
| Азијати           | 24 (1,9%)     | 14 (1,2%)     |
| Хиспаноамериканци | 15 (1,2%)     | 53 (4,4%)     |
| Укупно            | 1.239         | 1.215         |